# Arimetus apicalis
Arimetus apicalis es un coleóptero de la familia Chrysomelidae.
Fue descrita científicamente por primera vez en 1917 por Julius Weise.